# Березюк Олег Романович
Оле́г Рома́нович Березю́к (нар. 8 жовтня 1969, Львів) — український політик, народний депутат України 8-го скликання. Член партії "Об'єднання «Самопоміч», з 26 листопада 2014 року — керівник парламентської фракції.

## Біографія
Народився у Львові. З 1986 до 1988 рр. навчався і закінчив з відзнакою Львівське базове медичне училище.
У 1988 р. вступив на лікувальний факультет Львівського медичного інституту, який закінчив з відзнакою у 1999 р. 
У 1991—1996 рр. навчався у США, де закінчив з відзнакою та золотою нагородою Іллінойський університет у Чикаго за спеціальностями біологія та психологія.
З 2000 до березня 2006 працював лікарем-психіатром. З 2000 року є асистентом кафедри психіатрії та психотерапії ЛНМУ ім. Данила Галицького. 
З грудня 1996 р. до травня 2006 р.— автор та ведучий дискусійно-психологічної програми «Давайте поговоримо» на Lux FM. 
З вересня 2006 до листопада 2014 працював у Львівській міськраді, у 2007—2012 рр. очолював департамент «Адміністрація міського голови». 
З вересня 2012 обіймав посаду директора департаменту гуманітарної політики Львівської міської ради та в.о. заступника міського голови Львова з гуманітарних питань.

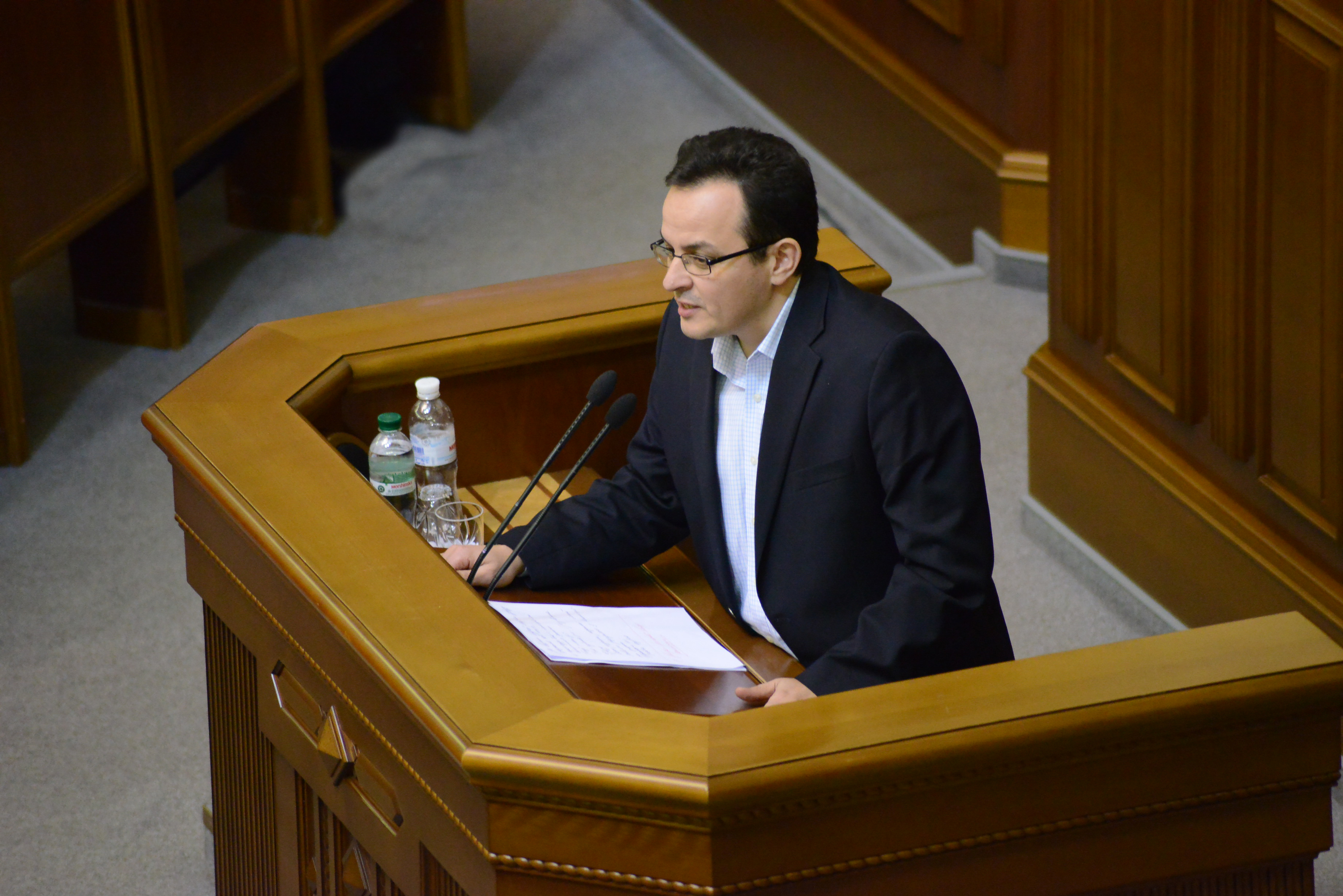
На трибуні ВРУ, 2015

На парламентських виборах 2014 року балотувався до Верховної Ради від партії «Самопоміч», у виборчому списку посів 28 місце. В ході передвиборчої кампанії консультував свою політичну силу. Став керівником фракції у Верховній раді нового скликання.
Член Комітету Верховної Ради з питань державного будівництва, регіональної політики та місцевого самоврядування.
Кандидат у народні депутати від «Самопомочі» на парламентських виборах 2019 року, № 7 у списку.

### Особисте життя
Дружина — Уляна Криницька-Березюк (народилась 1975 року)

Діти: 
- Данило (нар. 2000)
- Лев (нар. 2008)

## Громадська діяльність
Член Української спілки психотерапевтів.